# 除却巫山不是云
《除却巫山不是云》（英語：Forever Amber），1947年美国爱情片，根据凱斯琳·溫索所著小说《琥珀》改编而来。
大卫·拉克辛为本片配乐获奥斯卡最佳原创音乐奖提名。

## 剧情
故事始于1644年英国内战期间。騎士党人的一架马车遭到圓顱黨人追击，马车驶到一户农家门口后弃下一个婴儿，名叫琥珀。农民出门抱回琥珀，圓顱黨人很快追上马车，杀死所有乘客。
1660年，克伦威尔去世，斯圖亞特王朝复辟，查理二世上台。此时琥珀遗弃乡间已有16年，她出落得很漂亮。父母想把她嫁出去，但她并不希望做一个农民的妻子，而是想着远离乡下，憧憬着宫廷生活。某日，贾伯鲁一干人等路过村庄，琥珀有意于贾伯鲁之英俊，跟着他们前往一间小客栈，恳求伯鲁带她到伦敦去。伯鲁的朋友阿木笔倒是想，但伯鲁不同意，况且琥珀对阿木笔也没意思，定要伯鲁带她去。
贾伯鲁和阿木笔抵达伦敦，求见国王查理二世，却吃了闭门羹，回到客栈后，发现琥珀一路跟着他们来了伦敦。伯鲁于是同意把她留在身边，两人开始发展关系。一日，两人去看戏，伯鲁看见国王的情妇琶默芭芭拉只身一人坐着，于是叫阿木笔放风，自己则前去跟她谈话，好让国王给他多些船只。琥珀看到这一幕心烦意乱，就在国王到来之时，阿木笔想通知伯鲁叫他快走，却被琥珀阻止。国王撞见贾伯鲁和琶默芭芭拉在一起，便把他传唤到宫中。国王批准了他要的船只，并令他当晚立即离开伦敦。第二天早上，琥珀一觉醒来，看见阿木笔收拾行李准备走了。阿木笔告诉她说，国王把他的土地还给了他，他要回去了。琥珀到伯鲁的房间，发现他已经走了。阿木笔让琥珀回乡下去，但她拒绝了，说她要做伯鲁的女人。阿木笔临走前掏了一把钱给琥珀。
然而，琥珀很快就被骗欠了一屁股债，送进新开门监狱。琥珀发现她怀上了伯鲁的孩子。后来，琥珀遇到劫匪头子黑坛头，他爱上了她并带她越狱，两人去了红帽子老奶奶的小客栈。琥珀生了一个儿子，取名叫伯鲁。琥珀和黑坛头靠仙人跳挣钱，某晚作案时，黑坛头被国王卫兵杀死，琥珀躲进一间房子里侥幸逃生，但被房子里的冒雷士发现。冒雷士带她去戏院当戏子，并且决定包养她。后来，冒雷士向琥珀求婚，但被她拒绝，因为她还爱着贾伯鲁。
贾伯鲁回来英国后，琥珀带他去看儿子，希望他能安顿下来，别再出海。某日，冒雷士撞见贾伯鲁和琥珀在一起。冒雷士说琥珀是自己的未婚妻，向贾伯鲁发起决斗。结果冒雷士斗败身亡，贾伯鲁再次离开伦敦。
尔后琥珀又嫁给鳏夫猎得岩伯爵，变成伯爵夫人，希望借这一头衔以赢回伯鲁。贾伯鲁回伦敦时感染了黑死病，琥珀照顾他直至他复元。猎得岩伯爵找到琥珀，与贾伯鲁打了照面，于是伯鲁离开琥珀前往弗吉尼亚。
1666年，伦敦发生大火。琥珀成功引起皇上注意，但猎得岩伯爵把她带回家锁在房内。大火烧到伯爵家，琥珀与猎得岩伯爵发生肢体冲突，一名仆人把猎得岩伯爵打死后扔进火中。琥珀于是成了查理的情妇。后来，伯鲁带着新婚妻子科丽娜回来，希望带着儿子小伯鲁去美洲。琥珀邀请科丽娜与她和查理一起用餐，希望查理能引诱她。查理看明白了这一点，让科丽娜离开了。查理意识到琥珀仍然爱着贾伯鲁，于是断绝了与琥珀的关系，把她赶出了宫廷。伯鲁又来找琥珀要带走儿子，琥珀让儿子自己决定跟谁走，然而小伯鲁选择跟爸爸走。琥珀看着伯鲁和儿子的身影悲痛欲绝。

## 演员
- 琳达·达内尔 饰 孙琥珀
- 柯納·王爾德 饰 贾伯鲁
- 理查德·格林（英语：Richard Greene） 饰 阿木笔
- 乔治·桑德斯 饰 查理
- 格伦·兰根（英语：Glenn Langan） 饰 冒雷士
- 理查德·海登（英语：Richard Haydn） 饰 猎得岩伯爵穆阿蒙
- 潔西卡·坦迪 饰 南儿
- 安妮·里維爾 饰 红帽子老奶奶
- 約翰·羅素（英语：John Russell (actor)） 饰 黑坛头
- 珍妮·博爾（英语：Jane Ball） 饰 科丽娜
- 罗伯特·库特（英语：Robert Coote） 饰 托马斯·达德利爵士
- 利奥·G·卡罗尔（英语：Leo G. Carroll） 饰 马特·古德格鲁姆
- 娜塔莉·德萊普（英语：Natalie Draper） 饰 卡塞曼伯爵夫人琶默芭芭拉
- 瑪格麗特·威徹利（英语：Margaret Wycherly） 饰 施朋奶奶
- 阿爾瑪·克魯格（英语：Alma Kruger） 饰 雷德蒙夫人
- 莉莲·莫列里（英语：Lillian Molieri） 饰 凯瑟琳
- 艾倫·奈皮爾（英语：Alan Napier） 饰 兰代尔
- 伊恩·凱思（英语：Ian Keith） 饰 蒂博尔特

## 荣誉
- 2005年：AFI百年电影史电影配乐——提名[2]